# Лугова вулиця (Київ, Дарницький район)
Лугова́ ву́лиця — вулиця в Дарницькому районі міста Києва, селище Бортничі. Пролягає від вулиці Кирила Осьмака до вулиці Коцюбинського.
Прилучаються вулиці Заплавна (двічі), Пасічна, Героїв Зміїного та Луговий провулок.

## Історія
Вулиця сформована та забудована у 1-й третині XX століття на місці старої дороги, під нинішньою назвою.

## Однойменні вулиці
- Дарницький район

Луговий провулок.
- Деснянський район

Луговий провулок.
- Дніпровський район

Лугова вулиця (Воскресенські сади).
- Оболонський район

Лугова вулиця.
- Солом'янський район

Лугова вулиця.